# Cecil Healey
Cecil Patrick Healey (Australasia, 28 de noviembre de 1881-Somme, Francia; 29 de agosto de 1918) fue un nadador de Australia especializado en pruebas de estilo libre corta distancia, donde consiguió ser subcampeón olímpico en 1912 en los 100 metros. Murió en batalla durante la Primera Guerra Mundial en Somme, Francia, en 1918 a tres meses del fin de la Primera Guerra Mundial.

## Años iniciales
Hijo de un abogado, Healey nació en Darlinghurst, un centro suburbano de Sídney, pero se mudó con su familia al pueblo rural de Bowral, donde recibió la educación primaria. Se mudó a Sídney en 1896, uniéndose al East Sydney Swimming Club, del cual Frederick Lane fue también miembro. Healey fue también miembro de North Steyne Surf Lifesaving Club. Asistió al St Aloysius' College en Sídney en 1896 siendo recordado por estar en el cuadro de honor y la plata que se le entrega al ganadro de la competición intermuros de natación.

## Carrera en la natación
En 1904 Healey marcó el tiempo más rápido en 100 yardas estilo libre, con 58 segundos, pero no fue récord mundial oficial en ese tiempo. En 1905 su tiempo de 58 segundos en los 110 metros estilo libre en el Campeonato Australiano igualó el récord mundial ganando su primer título australiano. Había propuesto el nuevo estilo crawlm levantando las cejas entre los clásicos quienes percibían que esto era poco elegante.
En 1906, Healey fue enviado a los Olímpicos intercalados siendo uno de los cinco atletas para quienes se les asignó la financiación necesaria. A los juegos en Atenas, Grecia, Healey fue tercero en los 100 metros estilo libre detrás del estadounidense Charles Daniels y del húngaro Zoltan Halmay. Halmay y Daniels fueron medalla de oro y de plata respectivamente en los Juegos Olímpicos de 1904 en St. Louis, Misuri, Estados Unidos.
Después de los Juegos, Healey viajó a Europa, mostrando a los europeos la oportunidad de ver el estilo crol. Compitió en Hamburgo, ganando la Copa del Kaiser y también compitío en Bélgica, Holanda y Gran Bretaña. Ganó el campeonato británico de 220 yardas, pero fue frustrado en el evento de las 100 yardas por Daniels.
De regreso a Australia, se perdió la temporada australiana. En 1908 ganó las 110 yardas estilo libre pero no fue elegido para asistir a los Juegos Olímpicos de 1908 en Londres, Inglaterra por falta de fondos. Entre 1909 y 1910, defendió en forma sucesiva el campeonato australiano. En 1911, derrotó la primera derrota a Frank Beaurepaire en una carrera, de 440 yardas. Ese año, Harold Hardwick reclamó el título de 110 yardas.
En 1912, Healey fue tercero en las 110 yardas, 220 yardas y 800 yardas en el campeonato australiano, eventos que eran de clasificación para el equipo australiano para los Juegos Olímpicos de 1912 en Estocolmo, Suecia. (En ese tiempo Australia se combinaba con el equipo de Nueva Zelanda).
En Estocolmo, Healey entró en el evento de 100 metros con su compañero australiano Bill Longworth y el estadounidense Duke Kahanamoko. Los tres calificaron para la semifinal, con Kahanamoku clasificando con claridad. Healey y Longworth calificaron para la primera semifinal, pero los tres estadounidenses, quienes estaban programados en la segunda semifinal no pudieron participar por un error en la gestión de su equipo. Por lo tanto, Healey intervino y asistió en la apelación para que los estadounidenses pudieran nadar en una carrera especial de acuerdo al orden de su calificación para la final. A pesar de las protestas de otras delegaciones, los estadounidenses participaron en una carrera separada, con Kahanamoku calificando para la final, la cual ganó fácilmente por 1,2 segundos, la longitud de un cuerpo, con Healey en la segunda plaza. Su deportividad le había costado la medalla de oro.
En el estilo libre de los 400 metros, Healey consiguió el récord mundial en su heat, pero fue mejorado en las semifinales por George Hodgson de Canadá y Hardwick, por cerca de diez segundos. Healey finalizó cuarto en esta final. En el estilo libre 4x200, se combinó con Hardwick, ]]Leslie Boradman]] y Malcom Champion para aguantar a Kahanamoku líder de los estadounidenses. Después de los Juegos, viajó a Europa donde bajó el récord de Beaurepaire en las 220 yardas por más de tres segundos en Escocia, antes de retirarse y regresar a Australia.
Healy fue motivado para la práctica de la natación diariamente como ejercicio y estuvo activo como salvavidas en una playa en Manly, ganando la medalla de plata otorgada por la Real Sociedad Humana por salvar numerosos surfistas.

## Carrera deportiva
En los Juegos Olímpicos de Estocolmo 1912 ganó la medalla de plata en los 100 metros estilo libre, tras el estadounidense Duke Kahanamoku  y por delante de otro estadounidense Ken Huszagh; y también ganó la medalla de oro en los relevos de 4x200 metros estilo libre, por delante de Estados Unidos y Reino Unido.

## Carrera militar
En septiembre de 1914, Healey decidió enrolarse con la Fuerza de la Defensa Australiana como un oficial de intendencia en Egipto y Francia. Después como oficial asistente se entrenó en Cambridge, siendo un segundo teniente en junio de 1918 em el 19° Batallón deportivo. Fue muerto en acción en el frente de la Batalla del Somme en Francia. Healey fue el único australiano en tener una medalla olímpica de oro y morir en un frente de guerra. Fue sepultado en Assevillers New British Cemetery, Francia.